# Соба с погледом
„Соба с погледом” (енгл. A Room with a View), познат и под преводом „Соба са лепим изгледом”, роман је енглеског књижевника Е. М. Форстера објављен 1908. Сматра се Форстеровим најоптимистичнијим и најједноставнијим романом, што је омогућило да временом „Соба с погледом” постане његово најчитаније дело.
Форстер је у роману, приповедајући о дилемама и сазревању Луси Ханичерч, младе Енглескиње из више средње класе, супроставио два вредносна система - нове, либералније вредности едвардијанског времена насупрот старим, строгим, моралистичким захтевима викторијанског доба. У односу на претходну генерацију енглеских романописаца, Форстер је у „Соби с погледом” применио једноставнији књижевни израз приближивши га говорном језику. Његова критика међукласних односа и људских мана обележени су хумором и саосећањем.
На основу романа снимљен је успешни филм „Соба са погледом” 1985. Филм је режирао Џејмс Ајвори, а Хелена Бонам Картер је тумачила главну улогу.

## Заплет романа

### Први део
Луси Ханичерч, млада девојка из горњег слоја средње класе, путује у Фиренцу заједно са својом старијом рођаком уседелицом Шарлотом. У енглеском пансиону добијају собе чији прозори не пружају леп поглед на панораму града, већ је са њих могуће сагледати само унутрашње двориште. Господин Емерсон, гост пансиона, дарежљиво им нуди замену соба у којима је одсео заједно са својим сином Џорџом. Пошто је то учинио ноншалатно, не поштујући строга начела енглеског друштвеног понашања, рођаке су дубоко увређене, али напослетку пристају на замену соба, односно погледа на Фиренцу.
Луси се неколико пута невољно суреће са Емерсоновима. У цркви Санта Кроче Џорџ јој се жали да је његов отац доброћудан, али да увек наилази на неразумевање околине због свог опуштеног понашања. Са друге стране, његов отац моли Луси да помогне његовом сину да изађе из младалачке меланхолије. Поновни сурет се догађа након што се Луси онесвестила, видевши да је неки Италијан на улици избо ножем другог Италијана. У помоћ јој пристиже Џорџ. При повратку у пансион Џорџ неочекивано љуби Луси, која изненађена одлучује да затаји пољубац од свих.
Последња приповедачки разрађена епизода у првом делу романа описује излет енглеских туриста из пансиона на оближња фирентинска брда. Луси лута природом и неочекивано проналази Џорџа на пропланку љубичица. Џорџ јој прилази и поново је љуби, али овога пута пољупцу сведочи Шарлот. Шарлот је згрожена оваквим непримереним понашањем које се коси са уским, пуританским начелима у које верује. Следећег дана Шарлот и Луси напуштају Фиренцу и одлазе у Рим.

### Други део
Друга половина романа се одиграва у Лусином дому у Сарију, где живи са својом мајком госпођом Ханичерч и млађим братом Фредијем. У посети им је Сесил Вајз, снобовски естета кога је Луси упознала у Риму и за кога се верила. Он са ниподаштавањем посматра њену породицу и пријатеље. Непосредно у близини куће налази се кућа, где се усељавају Емерсонови и то на наговор Сесила који их је случајно упознао у музеју.
Почетак расплета почиње да се одиграва једне недеље на тениском терену Ханичерчових. Након тениског меча Сесил чита петпарачки роман извесне госпођице Хавиш, коју је Луси упознала у енглеском пансиону у Енглеској. Одломак романа садржи опис пољупца двоје љубавника на пропланку љубичица. Запрепашћена Луси схвата да је Шарлот истрачарила госпођици Лавиш пољубац између ње и Џорџа. У тренутку када остају сами Џорџ поново љуби Луси. Он јој саопштава да Сесил није прави мушкарац за њу јер је Сесил тип мушкарца који више поштује предмете од особа. Луси раскида веридбу са Сесилом, али одбија и да буде са Џорџом. Она се самозаварава да не воли Џорџа и жели да остане неудата. Господин Емерсон, Џорџов отац, отвара јој очи да она ипак воли његовог сина. Роман се завршава описом брачног путовања Џорџа и Луси у Фиренцу.

## Филмске адаптације
Роман је адаптиран у филм Соба са погледом 1985. Режирао га је Џејмс Ајвори, а улогу Луси тумачила је Хелена Бонам Картер. Остале улоге тумачили су Меги Смит, Данијел Деј Луис, Џуди Денч, Денхолм Елиот, Џулијан Сендс и други. Филм доста верно прати фабулу романа и слично књизи подељен је на поглавља. „Соба са погледом” је доживео велики успех и код публике и код филмских критичара. Био је номинован у осам категорија за награду Оскар, укључујући и категорију за најбољи филм, а освојио је три награде; за најбољи костим, најбољу сценографију и најбољи адаптирани сценарио.
Књига је адаптирана и у истоимени телевизијски филм 2007. Филм је продуцирала британска телевизијска кућа Ај-Ти-Ви (ITV) и премијерно је приказан на њиховом првом каналу 4. новембра 2007. Главну улогу је тумачила Елејн Касиди.

## Издања на српском језику
Роман је са енглеског на српски језик превела Љубица Бауер-Протић 1969. и то под именом „Соба са лепим изгледом”. Превод је штампан у џепној едицији Реч и мисао издавачке куће Рад. 
Превод Љубице Бауер-Протић је уз редакцију превода Ане Грујић поново штампан 2004, али овога пута под именом „Соба с погледом”. Књига се продавала уз примерак новина Вечерње новости.